# 동인도황단
동인도황단(Dalbergia latifolia)은 값비싼 목재를 생산하는 수종이다. 인도 남동부의 저지대 열대몬순림(:en:tropical monsoon forest) 토착종이다. 영어로는 인디언 로즈우드(Indian rosewood), 로즈우드(rosewood), 봄베이 블랙우드(Bombay blackwood), 로제타 로즈우드(roseta rosewood), 이스트 인디언 로즈우드(East Indian rosewood), 레디쉬-브라운 로즈우드(reddish-brown rosewood), 인디언 팔리상드르(Indian palisandre), 노스 인디언 로즈우드(North Indian rosewood), 자바 팔리상드르(Java palisandre), 인도어로는 베테(beete), 사티살(satisal)이라 불린다. 나무는 40m까지 자라며 상록수이지만, 건조한 지역의 아개체군(subpopulation)의 경우 지역적으로 낙엽수이다.

## 생태
회색 나무껍질은 섬유질이 길게 벗겨지고, 이파리는 깃털 모양으로 무리지어 나며, 작은 흰 꽃들이 송이송이 피어난다. 상록수이기도 하지만, 열대몬순림 지역에서는 건조한 시기에 낙엽을 떨구는 낙엽수이기도 하다.
해마토넥트리아 해마토코카(:en:Haematonectria haematococca)는 나무에 유해한 균류이며, 자와섬의 조림지의 심재와 이파리에 손상을 초래한다. 인도에서는 나무들이 파이토프토라속(en:mould)의 물곰팡이한테 심대한 손상을 입기도 한다.
동인도황단의 생식질(en:Germplasm)은 인도 케랄라주 트리수르에 위치한 케랄라 삼림 연구소(:en:Kerala Forest Research Institute)에 의해 유지된다.

## 쓸모
동인도황단의 목재는 단단하고 견고하고 무거우며, 잘만 관리하면 견고하고 쉽사리 썩거나 곤충들에게 갉아먹히지 않는다. 인도, 자와의 조림지에서 키워지며, 보통 동인도황단 한 종만 빽빽하게 심어서 바람직한 길고 곧은 쪽매(bore)가 형성되도록 한다. 목재는 고급 가구와 수납장, 기타 바디와 지판, 이국적인 박편, 조각, 보트, 스키, 재삼림화(en:reforestation) 등의 용도로 쓰인다.
1927년 인도 삼림법(:en:Indian Forest Act, 1927)에 따라서 야생 동인도황단 목재의 수출은 불법이다. 세계적으로 동인도황단의 수요와 가격이 높은데, 쪽매(bore)가 길고 곧으며, 강도와 밀도가 높아 목재의 품질이 참 좋기 때문이다. 하지만 이 나무는 천천히 자란다. 자와섬에서는 19세기부터 조림지에 동인도황단을 심어왔지만, 나무가 워낙 천천히 자라서 자와섬과 인도 외에는 동인도황단을 심어 기르지 않는다. 한 때 인기 있었던 동인도황단의 쓸모는 가내 수공업계에서 경제적인 이유로 대부분 북인도황단과 자단 합성목재(:en:composite wood)로 대체되어왔다.

## 사진

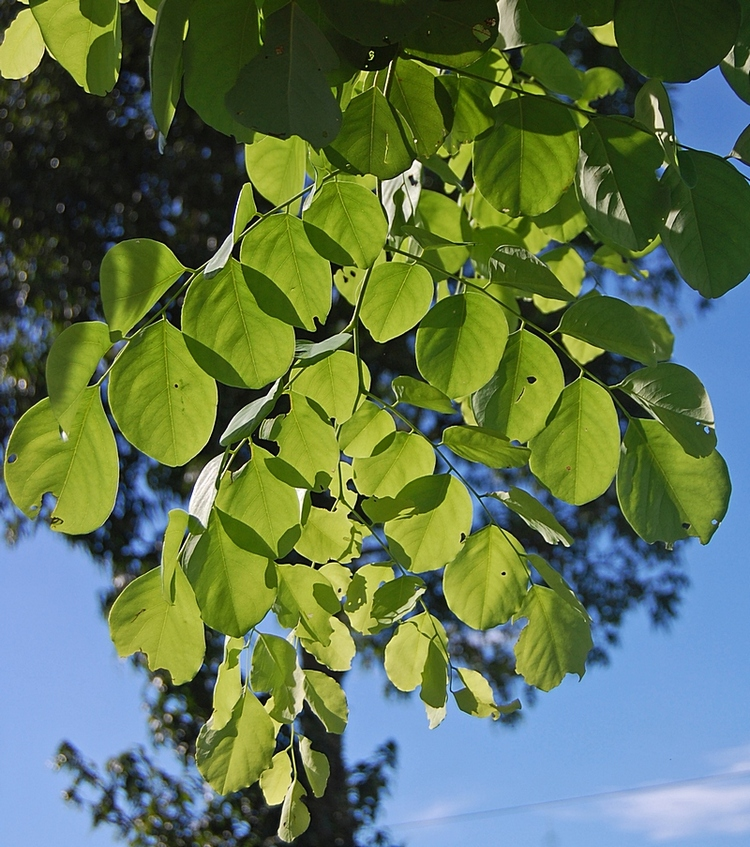
자와섬에서 촬영한, 동인도황단의 깃털 모양으로 무리지어 난 이파리들
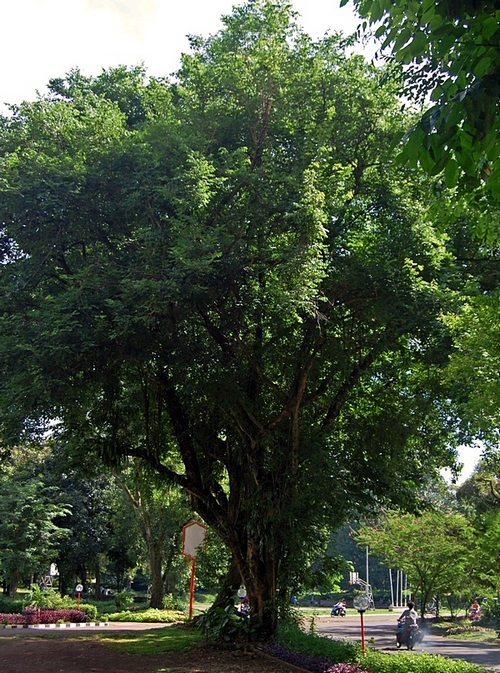
자와섬 보고르의 길가에 서 있는 동인도황단
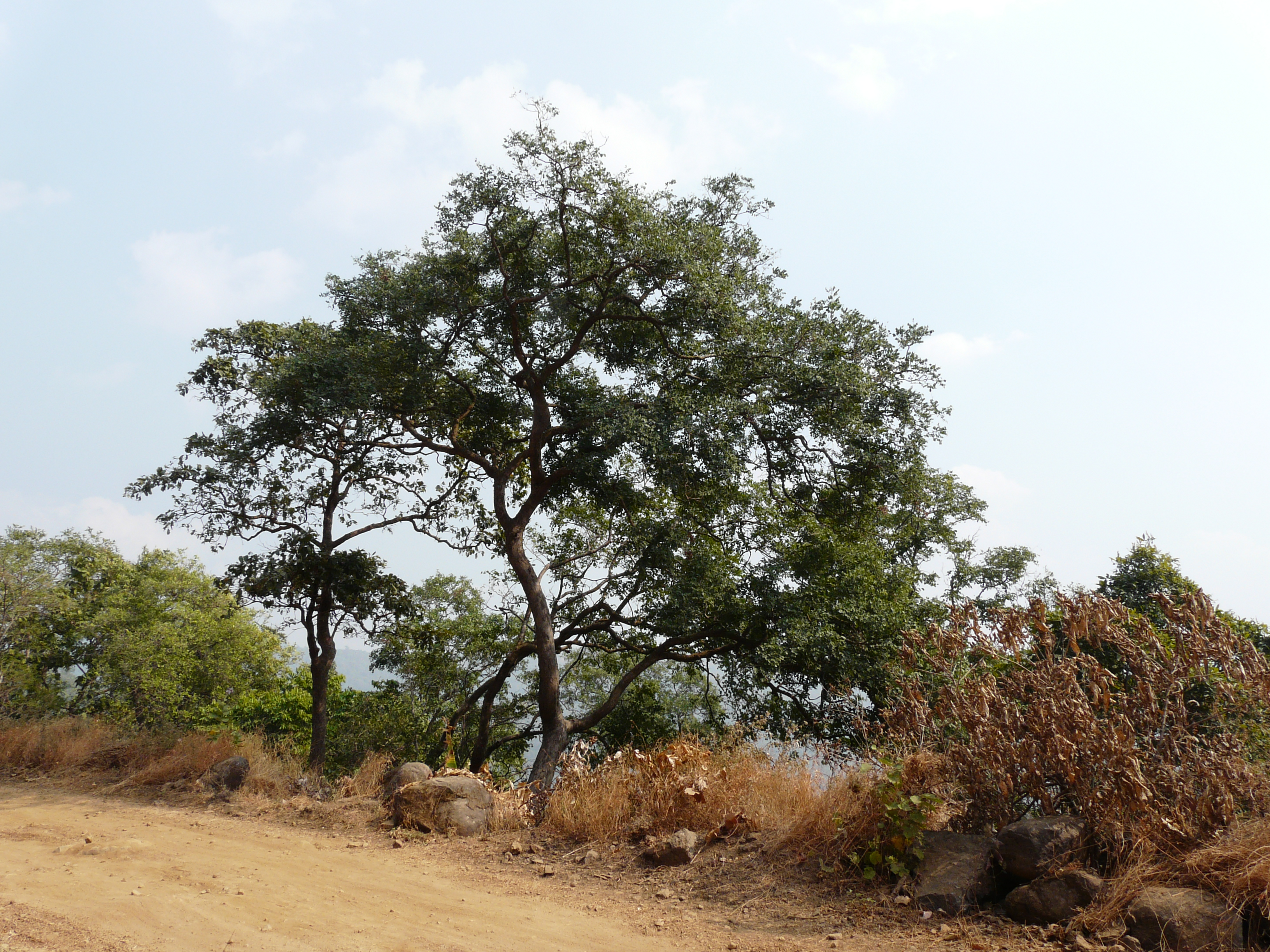
인도 타네 지역에서 촬영한 나무
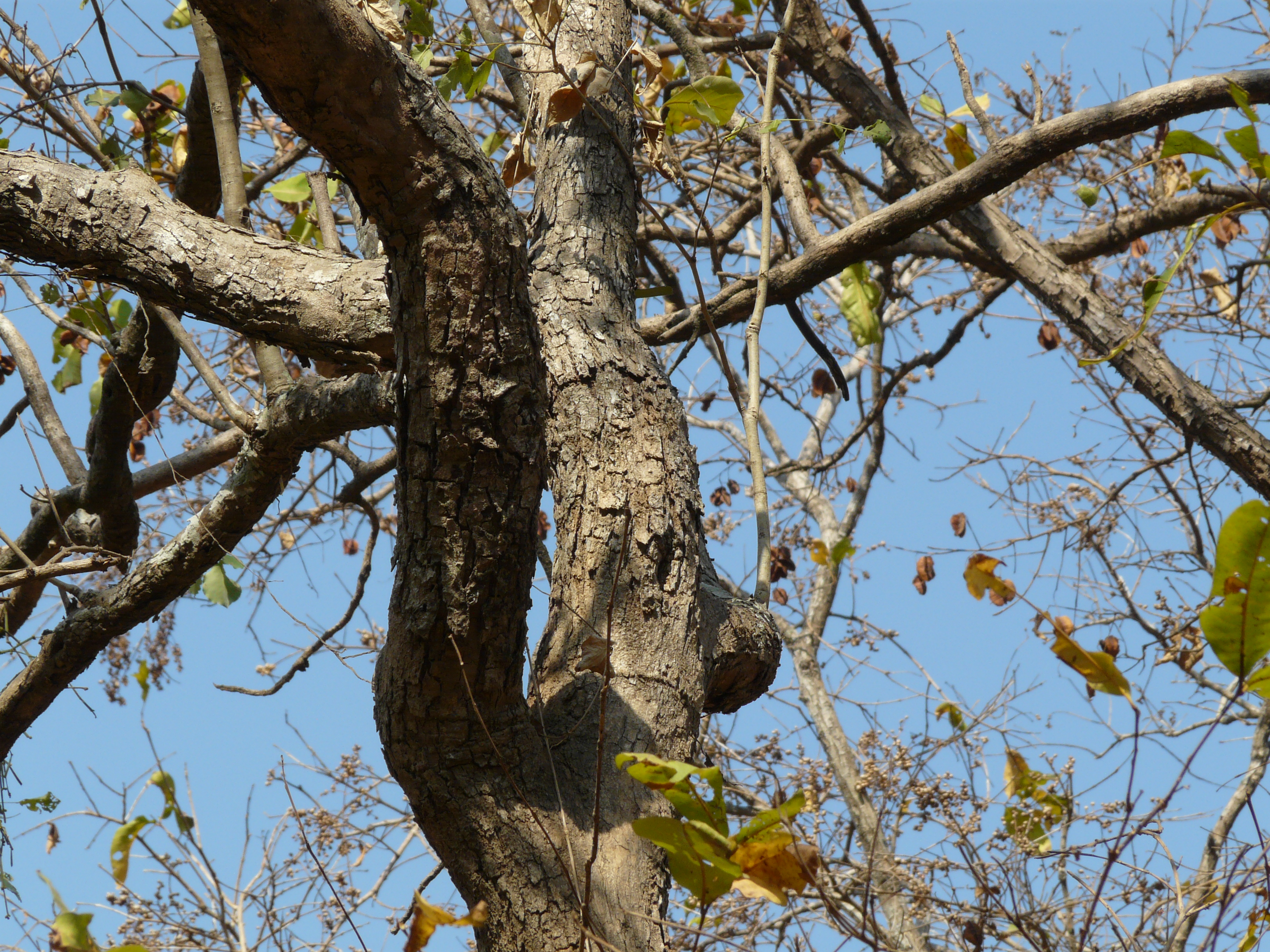
나무껍질
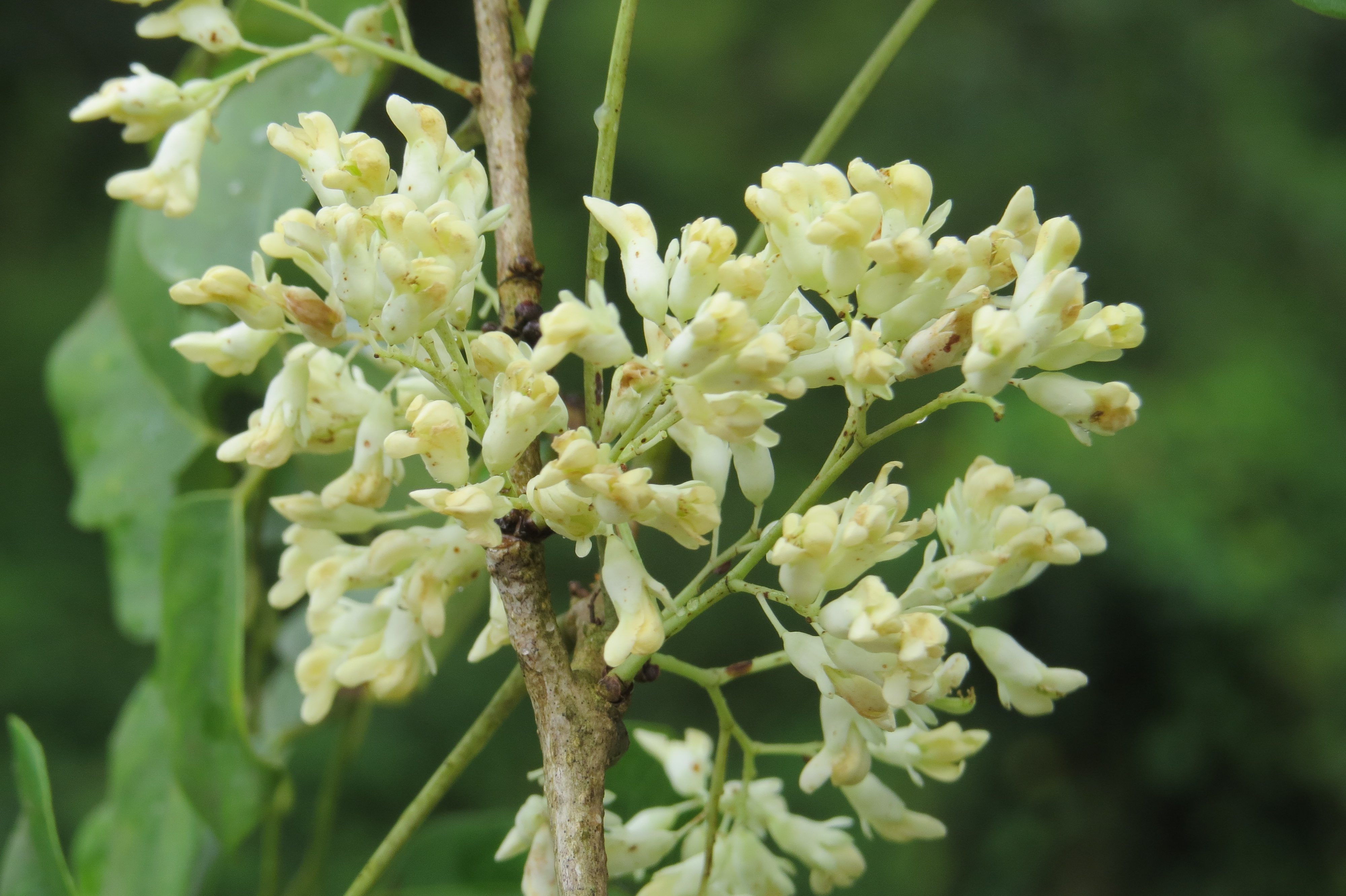
꽃
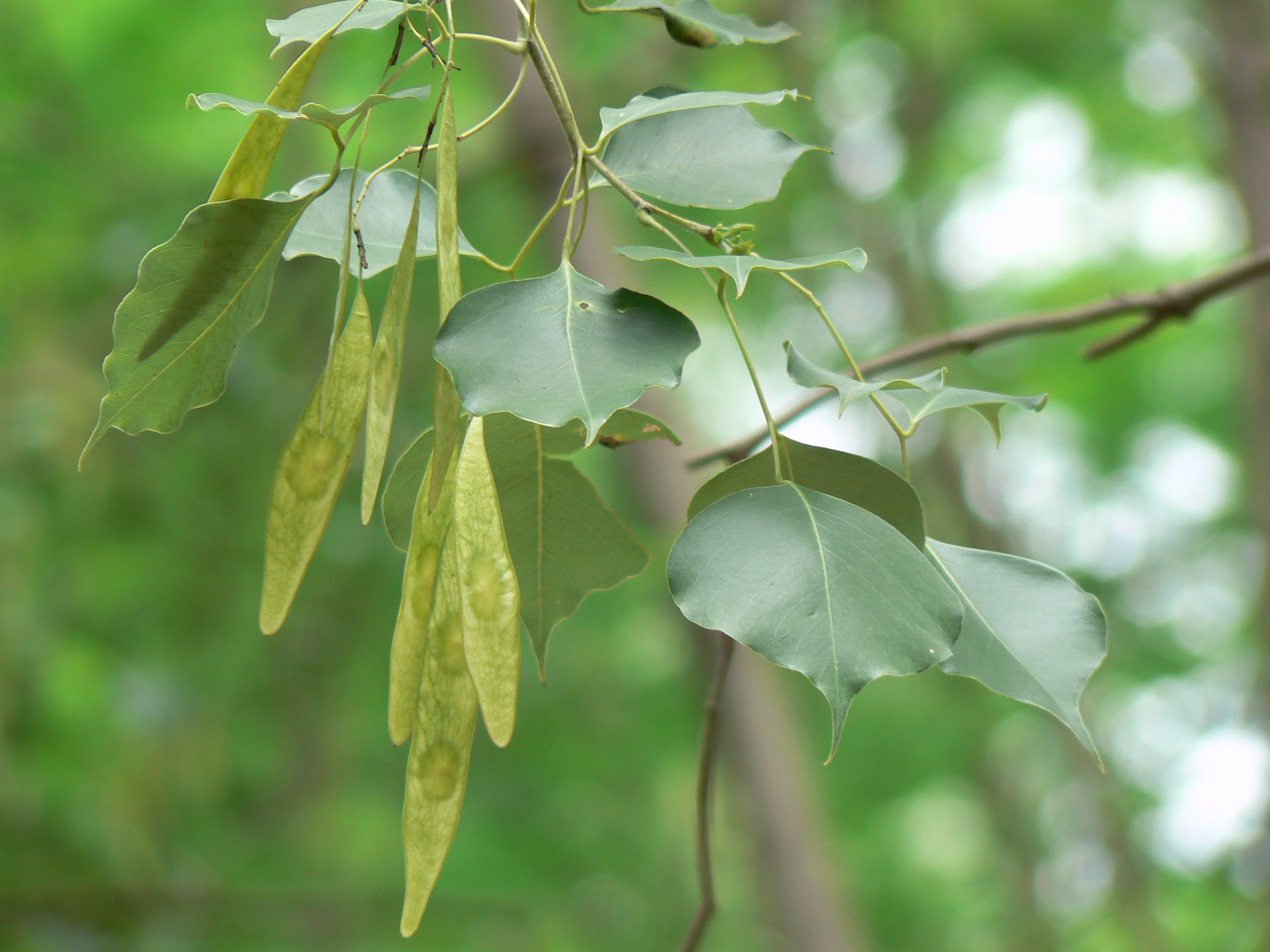
열매
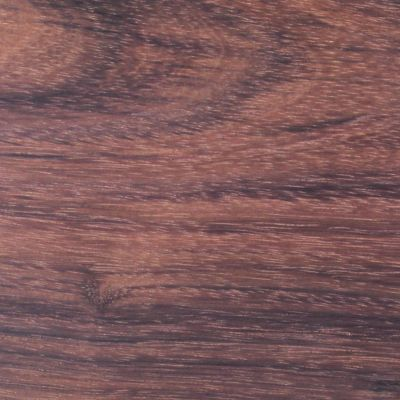
목재
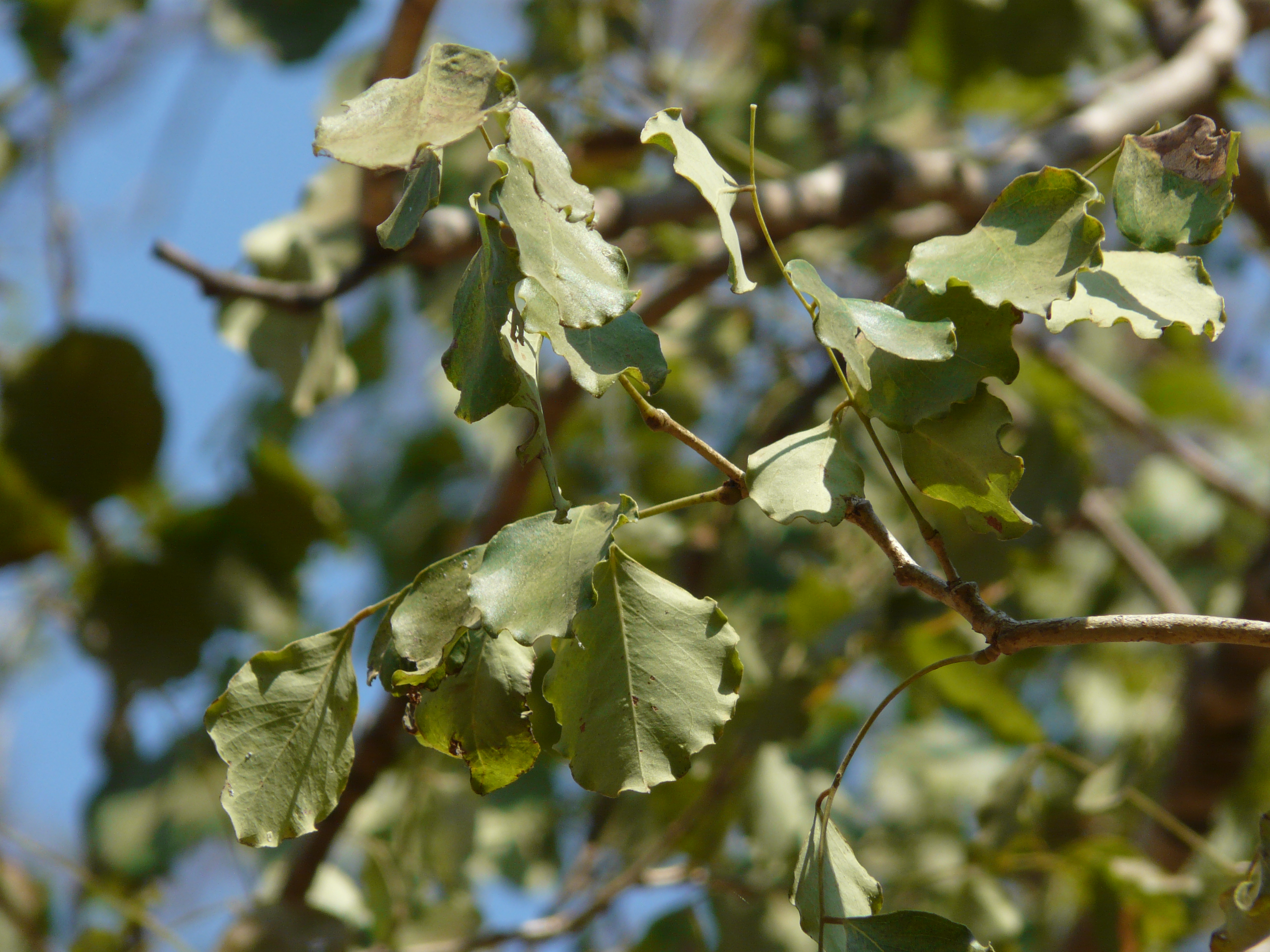
시든 잎

## 참고 문서
- 자단

## 같이 보기
- 자단 (목재)